# 모터사이클

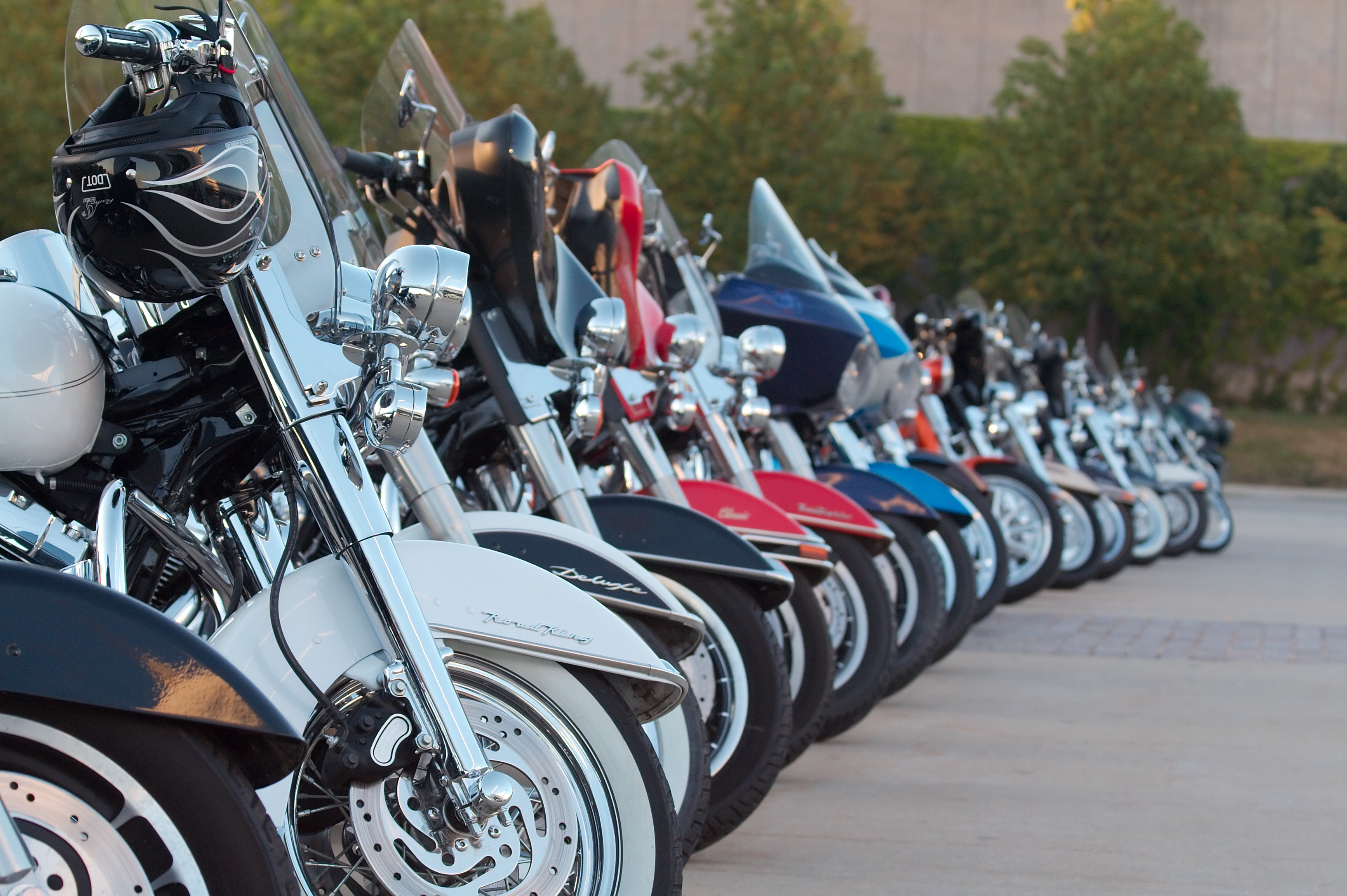
미국 위스콘신주의 오토바이 주차장의 모습.

오토바이(영어: Motorcycle)는 바퀴가 두 개 달린 2륜자동차의 일종으로 엔진의 힘으로 바퀴를 구동시키며, 자전거처럼 비슷한 느낌이다.

## 개요
오토바이(영어: Motorbike), 모터바이크(영어: Bike), 오토바이(일본어: オートバイ, 영어: Auto bicycle), 한자어 표현으로는 자동 2륜차(自動二輪車)라고도 부른다. 그 모습은 기본적으로 자전거에 엔진이 달려서 바퀴를 돌리는 형식으로 되어 있으며, 자전거에 있는 페달은 필요하지 않기 때문에 발 받침대로 대체되었다. 엔진의 속도는 오른쪽 손잡이에 달린 스로틀을 돌려서 조정하며, 속도를 줄일 때는 손잡이하고 발 받침대에 달린 브레이크를 사용한다. 보통의 매뉴얼 모터사이클은 우측 핸들에 스로틀과 앞 브레이크가 있고, 좌측 핸들에 클러치, 우측 페달이 뒷 브레이크, 좌측 페달이 기어이다.

## 역사

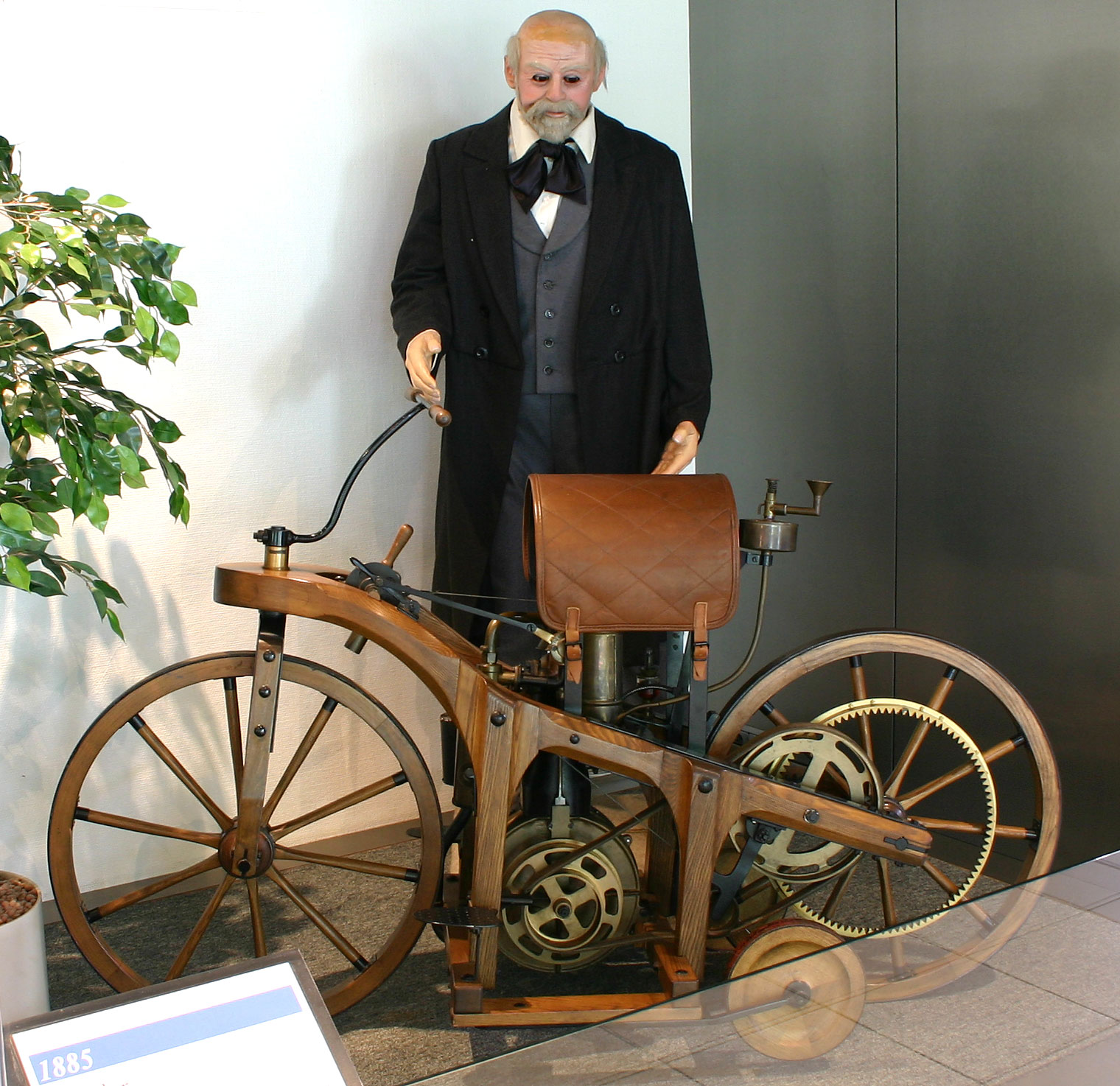
1885년에 다임러(Daimler)사가 만든 모터사이클 라이트바겐의 레플리카.

세계 최초의 모터사이클은 고틀리프 다임러(Gottlieb Daimler)와 빌헬름 마이바흐(Wilhelm Maybach)가 1886년에 발명한 라이트바겐(Reitwagen, 아인스퍼라고도 부름)이다. 대한민국 최초의 모터사이클은 일제강점기였던 1915년, 한국에 개신교(장로교회)를 전파하고 연희전문학교(현 연세대학교)를 세운 원두우(호러스 그랜트 언더우드)의 아들인 원한경(호러스 호톤 언더우드)이 미국에서 처음 들여온 것이 시초였다. 대한민국에서 최초로 생산한 모터사이클은 1962년, 기아산업(현 기아자동차, 모터사이클 부문은 대림자동차)이 일본 혼다와 제휴를 맺어 만든 기아혼다(대림의 전신) C100이다.

## 명칭
한국에서는 흔히 "오토바이"로 불리고 있다. 영어의 "auto"와 "bicycle"을 합성한 일본어 "オートバイ (오토바이)"를 그대로 받아 쓰는 말이며, 현재 표준국어대사전에 수록된 표준어이자 전형적인 일본어식 영어(Janglish)에 속한다. "오토바이"라는 명칭은 한국(대한민국과 조선민주주의인민공화국)과 일본에서만 사용하며, 대한민국의 모터사이클 동호인 사이에서는 "오토바이"가 일본어식 명칭이라는 이유로 영어인 "모터사이클 (Motorcycle)" 이나 "모터바이크 (Motorbike)" 혹은 "바이크 (Bike)"라는 명칭으로 부르는 경우가 많다. 1902년 미국에서 제작된 엔진자전거 "토머스"가 일본에 들어온 당시의 일본에서는 영어와 동1하게 "모터사이클"이라고 불렀다. 하지만 1923년 일본에서 모터사이클 잡지 "월간 오토바이"가 시판된 이래 "오토바이"라고 부르는 법이 일본인에게 널리 인지되게 되었으며, 이후 "오토바이"라는 단어가 한국으로 들어온 것으로 보인다.

## 보급 상황

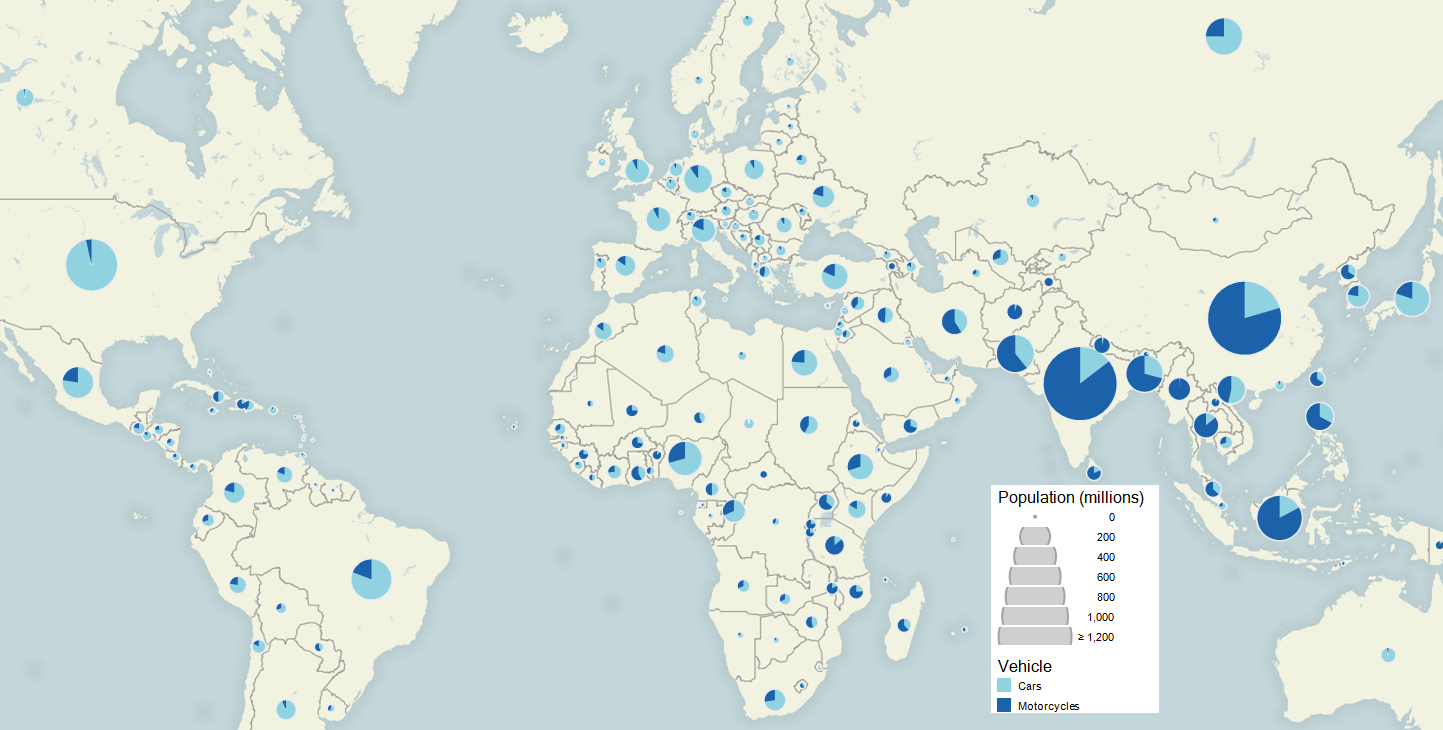
각국의 모터사이클과 4륜자동차 수의 비교. 짙은 파랑색이 모터사이클, 하늘색이 4륜자동차, 원의 크기는 인구를 나타낸다.(2002년)

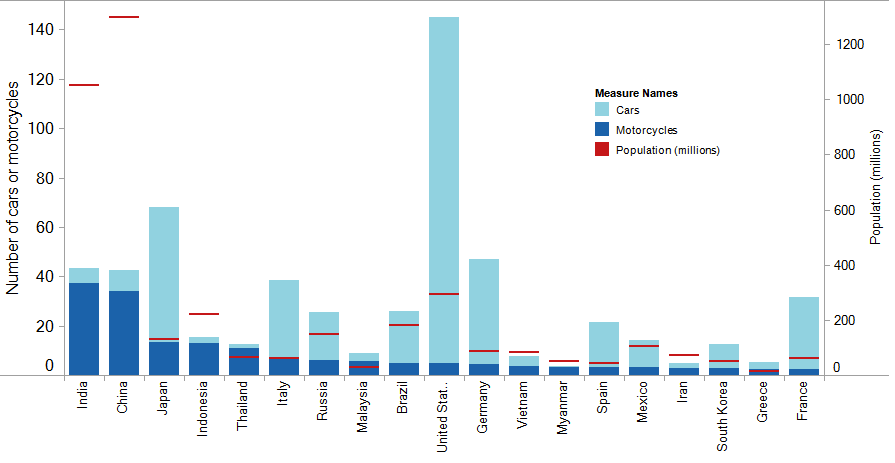
짙은 파랑색이 모터사이클, 하늘색이 4륜의 자동차. 단위는 100만. 모터사이클의 대수가 많은 순서부터 나열되어 있으며 20개국이다. 인구는 적색(2002년)

많은 개발도상국에서 모터사이클은 특히 중요한 교통수단이다. 사륜의 자동차는 가격이 연 수입과 비교하면 지나치게 높아 손길이 미치지 않기 때문이다.

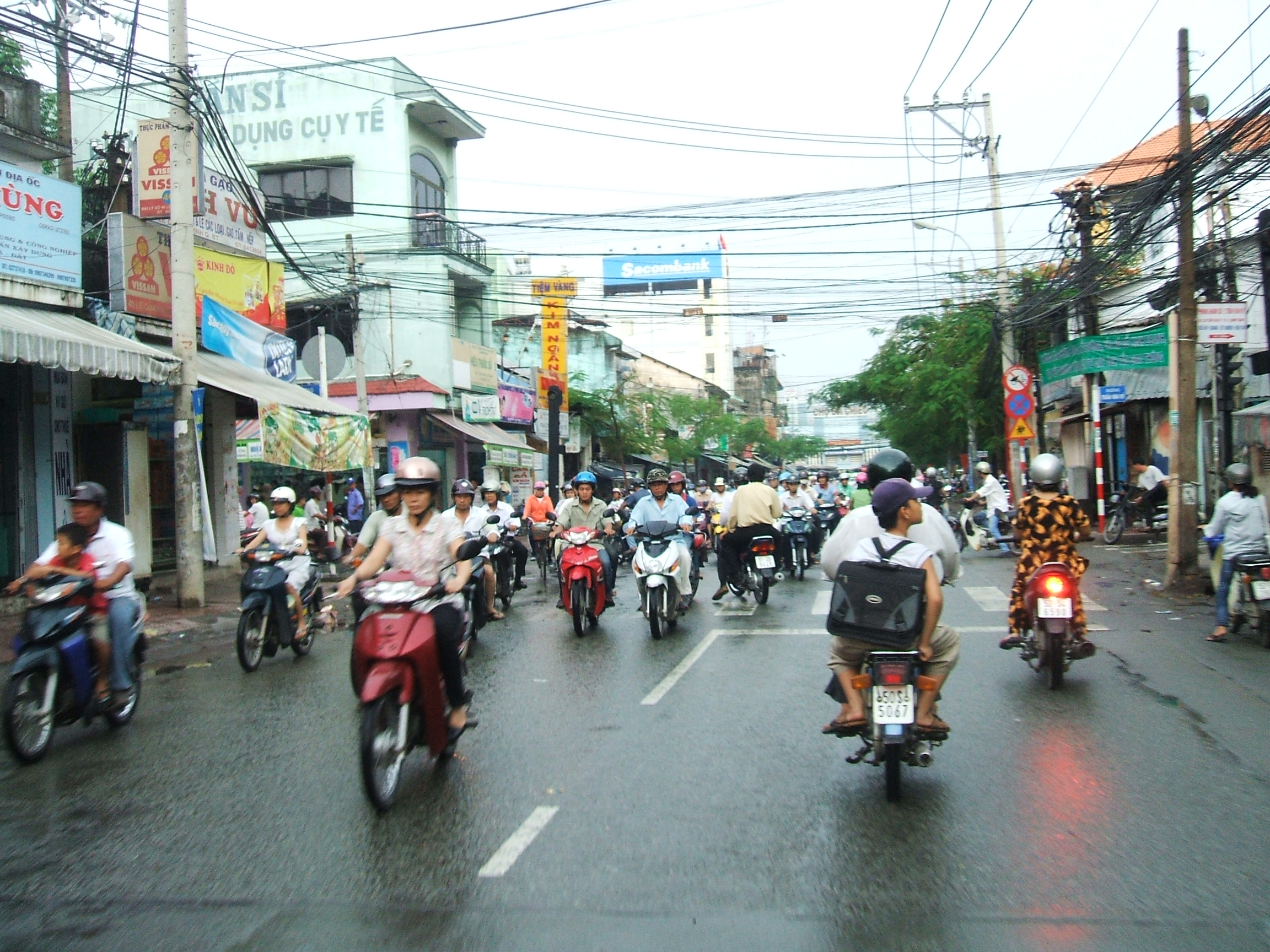
베트남의 사람들이 모터사이클을 타고 있다.
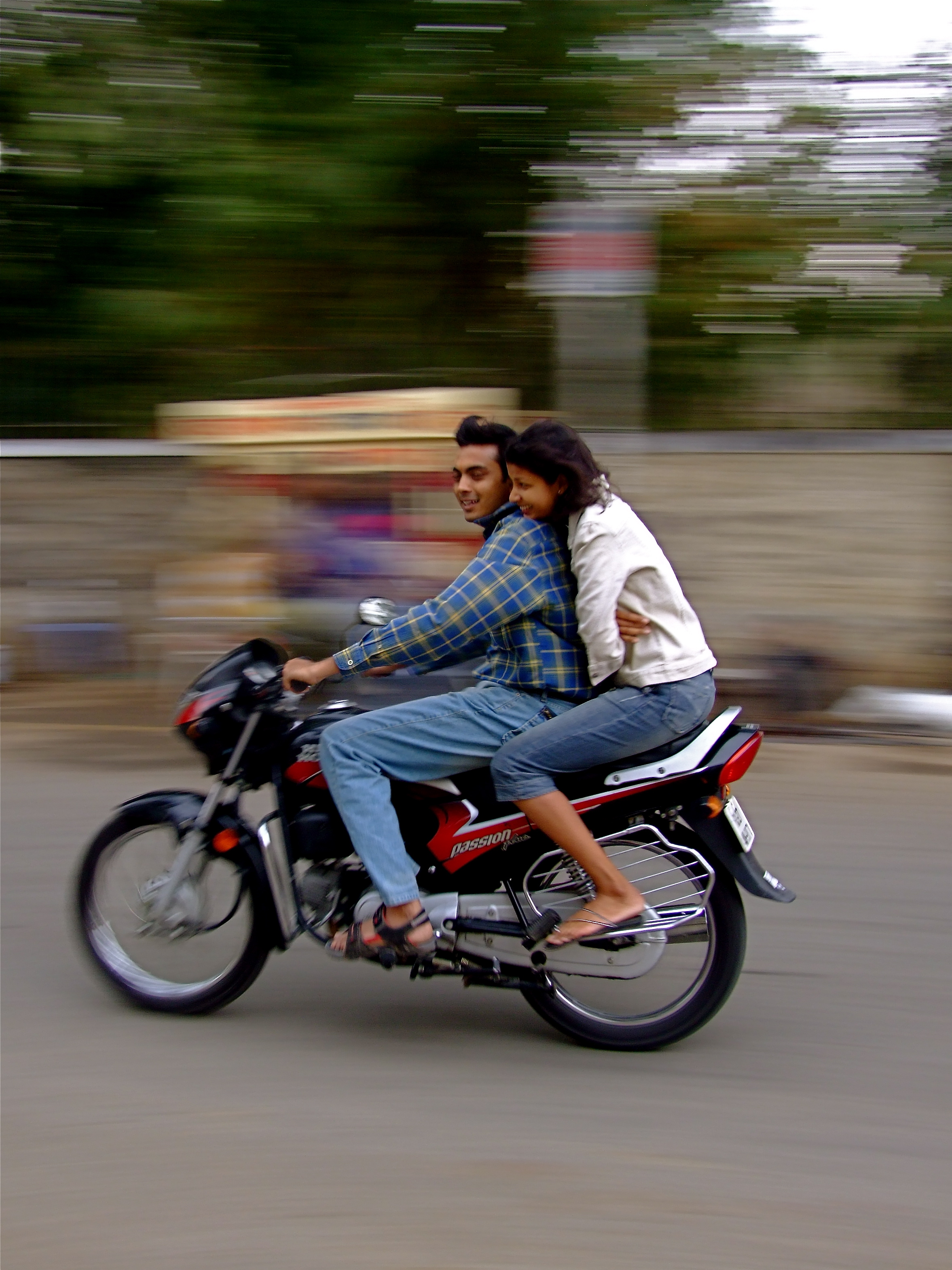
1대의 모터사이클에 2명 타기를 하고 있는 인도의 연인. 인도의 2010년의 년간 판매 대수는 1000만대를 넘은 것으로 추계되었다.
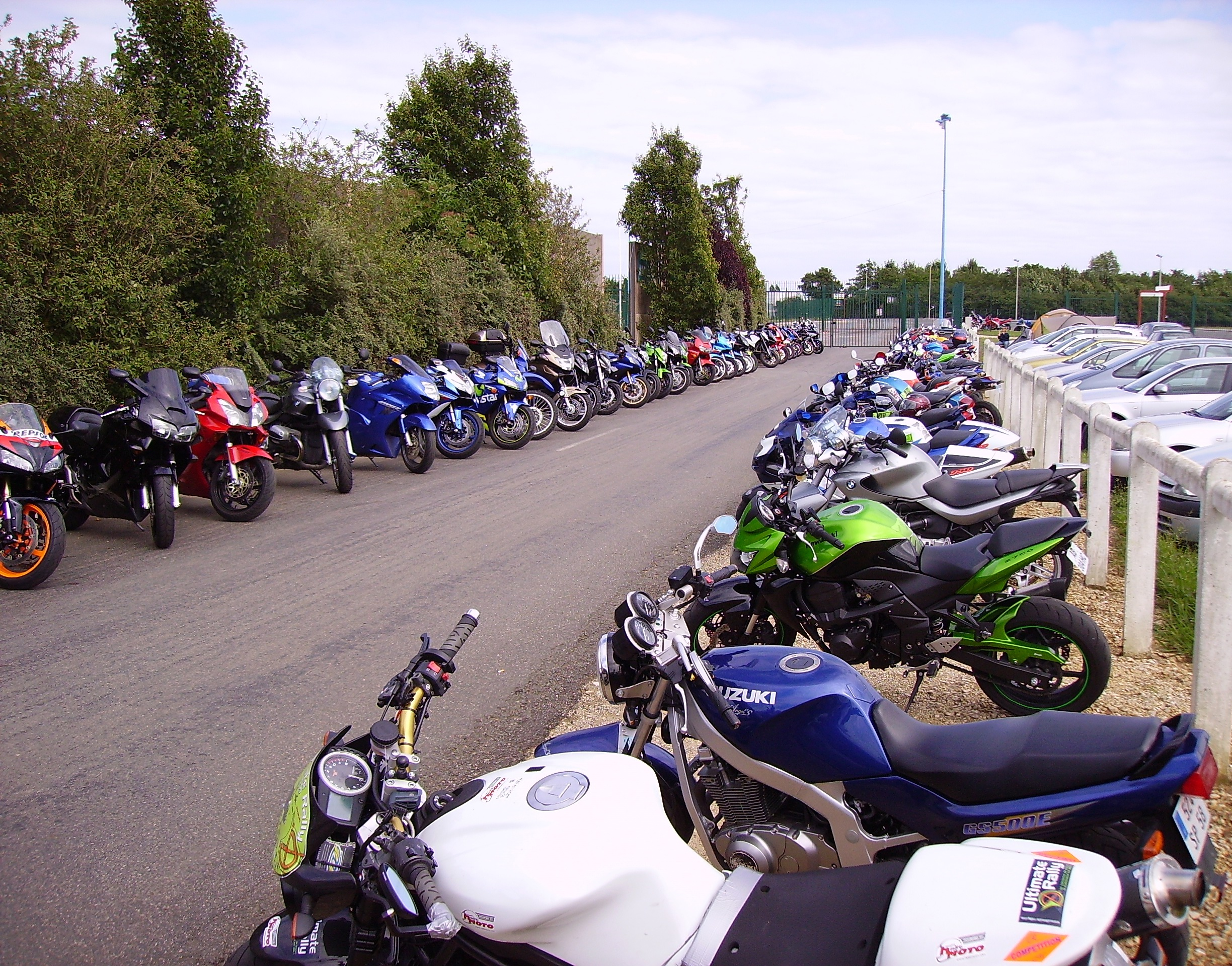
프랑스의 매그니쿠스 서킷 주차장에 늘어선 모터사이클
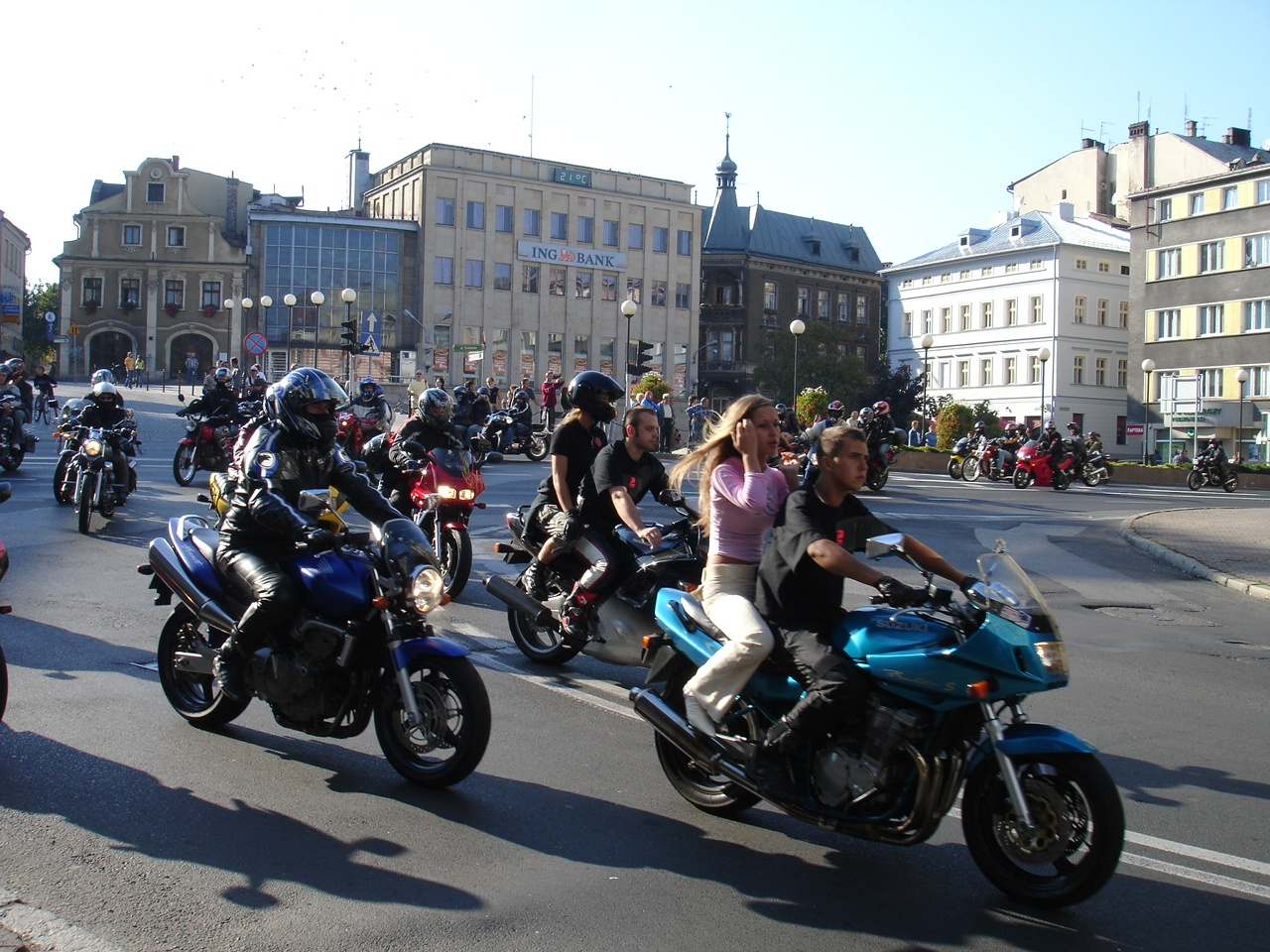
폴란드, 비엘스코비아와의 모터사이클이 있는 풍경

## 대한민국 법률상 정의

### 자동차관리법
대한민국 자동차관리법 제3조에서는 자동차를 승용자동차, 승합자동차, 화물자동차, 특수자동차, 2륜자동차로 구별한다. 이 중에서 2륜자동차는 총배기량 또는 정격출력의 크기와 관계없이 1인 또는 2인의 사람을 운송하기에 적합하게 제작된 2륜의 자동차 및 그와 유사한 구조로 되어 있는 자동차를 말한다. 2011년에 개정된 자동차관리법이 시행되기 이전에는 50cc 미만(정격출력이 0.59kw 미만)은 자동차관리법 상 자동차에서 제외가 되었었다. 전기자전거도 오토바이이기 때문에 자전거 전용도로에서 통행이 불가능하다.
| 차종                                                | 분류 기준 |
| --------------------------------------------------- | --- |
| 경형2륜자동차 (2012년 시행되는 자동차관리법에 따름) | 배기량이 50㏄ 미만(정격출력이 4kw 이하)인 것                                                                        |
| 소형2륜자동차                                       | 배기량이 50cc 이상, 배기량 100cc 이하(정격출력 4kW 초과 11kW 이하), 최대적재량(기타형에 한함) 60kg 이하인 것        |
| 중형2륜자동차                                       | 배기량이 100cc 초과, 260cc 이하(정격출력 1kW 초과 15 kW 이하), 최대적재량(기타형에 한함) 60kg 초과, 100kg 이하인 것 |
| 대형2륜자동차                                       | 배기량이 260cc를 초과(정격출력 15kW 초과)하는 것                                                                    |

### 도로교통법
도로교통법 제2조 18호에는 125cc를 초과하는 이륜자동차는 자동차에 해당한다. 같은 법 제2조 19호에서 자동차관리법 제3조의 규정에 의한 이륜자동차 가운데 배기량 125cc 이하의(전기를 동력으로 하는 경우에는 정격출력 11kW 이하)의 이륜자동차는 원동기장치자전거에 해당한다.

### 운전에 필요한 면허
| 종별                 | 운전 가능 차량                                                 | 취득 가능 연령 |
| -------------------- | -------------------------------------------------------------- | -------------- |
| 2종 소형             | 배기량 125cc 초과의 이륜자동차 (측차부 포함), 원동기장치자전거 | 만 18세        |
| 2종 원동기장치자전거 | 원동기장치자전거 (125cc 이하의 이륜차)                         | 만 16세        |

## 일본 법률상 정의
| 일본의 이륜차 분류 기준(일본 도로교통법에 명시된 기준) | 일본의 이륜차 분류 기준(일본 도로교통법에 명시된 기준) |
| 차종                                                   | 분류 기준                                              |
| ------------------------------------------------------ | ------------------------------------------------------ |
| 원동기부자전거                                         | 배기량이 50㏄ 이하인 것                                |
| 소형자동이륜차                                         | 배기량이 50cc 초과, 배기량 125cc 이하인 것             |
| 중형자동이륜차                                         | 배기량이 125cc 초과, 400cc 이하인 것                   |
| 대형자동이륜차                                         | 배기량이 400cc를 초과하는 것                           |

## 고속도로 및 자동차 전용도로 통행 기준
모터사이클의 고속도로 및 자동차 전용도로 통행 기준은 국가마다 다르며, 대부분의 국가는 모터사이클의 고속도로 및 자동차 전용도로 통행 기준을 엔진 배기량으로 구분한다. 일부 국가의 경우에는 승차 제한을 시행하는 국가와 모든 배기량의 모터사이클에 대하여 고속도로와 자동차 전용도로의 통행을 금지하는 국가도 있는데, 전자는 고속도로에 모터사이클이 통행하는데 있어서 2인 승차 모터사이클의 통행을 금지하는 제도이며, 후자는 긴급자동차로 지정된 모터사이클(싸이카 및 소방용 모터사이클 등)을 제외한 모든 모터사이클에 대하여 고속도로의 통행을 금지하는 제도이다.
현재 대부분의 국가는 일정 배기량 이상의 이륜자동차에 한해 고속도로의 통행이 가능하다. 한국의 경우 긴급자동차로 지정된 이륜자동차(싸이카 및 소방용 모터사이클 등)에 한해 통행이 가능하며, 나머지 이륜자동차는 배기량에 관계없이 통행이 불가능하다.(도로교통법 제63조) 위반시 30만원 이하의 벌금 또는 구류(죄인을 통상적으로 1일 이상 30일 미만의 기간 동안 경찰서 유치장이나 교도소에 가두어 놓고 자유를 속박하는 일. 또는 그런 형벌. 자유형의 하나이다.)에 처하게 되지만,(도로교통법 제154조) 250cc 이상의 대형 모터사이클이 실제로 통행을 하는 경우도 있다. 그 예로 한국의 고속도로 및 자동차전용도로 출입구에는 이륜자동차 통행금지 표지판이 설치되어 있으며, 대림자동차에서 출고하는 모터사이클의 취급 설명서를 보면 이륜차 관련 법규에 관한 내용이 있다. 그 내용 중에서 고속도로 통행불가라는 내용이 기록되어 있다.

## 모터사이클의 종류

### 온로드 바이크(On-road Bike)
포장된 도로를 달릴 것을 주제로 만들어진 바이크의 총칭, 코너링할 때의 그립을 중시해서 설정된 타이어는 오프로드용보다 접지 면적이 넓고, 앞 뒤 서스펜션은 가동 범위가 비교적 작다. 옛날부터 있었던 바이크는 따지고 보면 거의 모두가 온로드 타입이라 할 수 있다. 크루저, 로드스포츠, 비즈니스 모델 또는 로드 레이서 등 바이크의 대부분이 여기에 속한다.

### 오프로드 바이크(Off-road Bike)
말 그대로 포장되어 있지 않은 노면을 달리기 쉽도록 만들어진 바이크의 총칭이다. 포장 노면에서의 양호한 그립성보다도, 미끄러지기 쉬운 흙, 자갈, 모래 위를 달리기 쉽도록 굵은 돌출부가 나와 있는 힘으로 작용하기 때문에, 그것을 억제하기 위한 널찍한 핸들을 장착하고 있으며, 노면의 충격을 흡수하기 위해 스트로크가 긴 서스펜션을 사용하고 있다. 주행 중 많은 움직임이 필요한 바이크로 비포장 도로를 달려도 안정감이 있으며, 영화에서나 볼 법한 점프, 계단 오르기 등은 모두 오프로드 바이크로 가능하다. 오프로드 바이크들은 공도주행에 적합하지 않기에 (방향지시등 제거, 오프로드용 타이어 등) 번호판 등록이 불가한 경우가 대부분이다.

### 듀얼 퍼퍼스 바이크(Dual-purpose Bike)
온로드 바이크로는 험한 길을 달리기가 어렵고, 오프로드 바이크는 포장 도로에서의 승차감이 좋지 못하다. 그래서 온, 오프를 모두 달릴 수 있도록 만들어진 듀얼 퍼퍼스(듀얼퍼포즈는 틀린 말), 또는 멀티 퍼퍼스라고 불리는 다목적 바이크다. 일반적으로 온로드 주행을 강하게 의식한 타이어를 사용하며, 작고 가벼운 차체, 편안한 시트 등으로 이루어져 있다. 자동차로 비유하면 SUV로 볼 수 있다.

### 스쿠터(Scooter)
두 발을 모으고 탈 수 있는 넓은 공간이 있으며 일체식 구조 엔진, 수하물 수납용 트렁크 등이 기본 스타일이다. 대부분 클러치가 없으며, 무단 변속기를 장착한 것이 특징이다. 일반인들도 조작하기 쉬우며 근거리 이동이나 장거리 레저용으로 많이 활용된다. 자동차로 비유하면 소형 세단 혹은 해치백으로 볼 수 있다.
배기량은 50cc부터 시작되며 클래식스쿠터, 스포츠 스쿠터, 빅스쿠터 세 종류가 존재한다.
클래식스쿠터는 대표적으로 이탈리아의 베스파 브랜드가 대표적이다.
스포츠 스쿠터는 대만 SYM사의 JET POWER, GR125, 일본 스즈키사의 어드레스, 일본 야마하사의 시그너스, 대만 킴코사의 레이싱 혼다사의 PCX 등이 존재한다.
빅스쿠터는 SYM 맥심 TL 508, 야마하 T-MAX, 혼다 X-ADV, 포르자 750 등이 존재하며 배기량은 주로 500cc 이상부터 시작된다. 자동차로 비유하면 중형 세단으로 볼 수 있다.

### 비즈니스 바이크(Business Bike)
본래 용어는 언더본(Underbone) 모터사이클이며, 커브(Cub) 스타일 바이크라고도 부른다. 휠 사이즈가 큰 것이 특징인데 이는 거친 노면에서 노면 추종성을 좋게 하기 위함이다. 대한민국에서는 주로 상업용으로 많이 사용되고 있으며, 동남아시아와 유럽에서 자가용 모터사이클로 많이 사용되고 있다. 혼다의 커브가 유명하며, 대한민국에서는 대림의 시티가 유명하다. 내구성이 좋으며, 원심식 자동 클러치를 채용하여 조작도 간편해 누구나 쉽게 운전할 수 있다. 자동차로 비유하면 경차 혹은 경상용차로 볼 수 있다.

### 레플리카(Replica)
레플리카는 "복제"라는 의미로서 실제 경기에 출범하는 레이싱 바이크와 유사한 모양, 공도주행에 적합하게 계량한 바이크를 말한다. 경주용과 유사하기 때문에 사양이 뛰어나고 높은 속도를 내기 좋다. 고성능 바이크이므로 레플리카 주행 시에는 슈트, 슈즈, 장갑, 풀페이스 헬멧 등 안전 장비를 반드시 갖춰야 한다. 앞으로 쏠린 형태의 자세와 빠른 속도 때문에 장거리 운전 시 몸에 피로를 느끼기 쉬우며 다소 가격이 비싸다. 정확한 용어는 스포츠 바이크(Sport bike)이며, 대한민국에서는 일명 R차라고도 불린다. 혼다의 CBR 시리즈, 야마하의 [YZF-R 시리즈], 가와사키의 [ZX-R시리즈], 스즈키[GSX-R시리즈]가 유명하다. 자동차로 비유하면 스포츠카로 볼 수 있다.

### 네이키드 바이크(Naked Bike)
바이크 전면 덮개가 없는 스포츠 바이크를 네이키드라고 하며, 레플리카와 모양이 비슷해 카울이 없는 레플리카라고도 한다. 80년대에는 온로드 바이크의 주류가 카울이 붙은 스포츠 바이크였지만 90년에 와서 카울이 없는 온로드 스포츠 바이크가 새롭게 등장하였다. 혼다 CB 시리즈와 야마하 XJR, 가와사키의 ZRX 등이 이에 속하며, 일반적인 스포츠 바이크에 비해 자세가 편안해 장시간 운전에 적합하고 허리를 펴고 주행하기 때문에 피로감도 덜하다. 하지만 카울이 없어 고속주행시 주행풍이 세다는 게 흠이다. 레플리카에 비해 최고속, 가속력이 약간 떨어지지만 스포츠 주행을 염두에 둔것이 아닌 시내주행이 주 목적이기에 토크위주의 세팅으로 엔진을 디튠하여 레플리카에 비해 다루기가 보다 쉽다. 자동차로 비유하면 쿠페로 볼 수 있다.

### 크루저 모터사이클(Cruiser Motorcycle)
폭이 넓고 높은 핸들, 낮은 좌석 높이, 땅을 울리는 배기음, 물방울형 연료탱크가 외관상의 특징이며, 미국의 할리데이비슨이 유명하다. "아메리칸 바이크"라고도 불리지만 "아메리칸 바이크"는 일본에서 들어온 단어이다. 한국과 일본에서 제작한 크루저 모터사이클은 동양인이 타기 편하도록 다소 아담한 차체 크기로 설계된 것이 많다. 할리데이비슨과 야마하의 드랙스타 기종이 주를 이룬다. 대한민국의 기종으로는 KR모터스의 미라쥬와 대림자동차의 데이스타가 있다. 자동차로 비유하면 머슬카로 볼 수 있다.

### 투어링 모터사이클(Touring Motorcycle)
장거리 주행에 적합하게 제작되었기 때문에 장거리 여행에 적합하다. 편안한 자세와 대용량 수납함을 갖추어 여행에 필요한 장비들을 수납할 수 있는 공간이 충분하도록 제작 된 것이 특징이다. 오디오 시스템도 장착되어 있으며, 배기량이 1,000cc를 초과하는 기종이 대부분이다. BMW의 R1250RT, 혼다의 골드윙, 할리데이비슨의 로드 글라이드, 스트리트 글라이드가 유명하다. 자동차로 비유하면 대형 세단 및 리무진으로 볼 수 있다.

### 모터크로스(Motocross)
MX라고도 하는 모터크로스 레이스 전용 바이크로 오프로드, 온로드 등으로 구성된 다양한 코스를 주파하는 크로스 경기. 일반적인 오프로드 바이크에 비해 차체가 가볍고 가늘며 고출력 엔진을 싣고 있다. 레이스 전용이므로 전조등은 물론 없다. 전조등이 없으므로 일반 공도주행은 금지되어 있다. 보통 바이크라면 엄두도 못 낼 높은 점프도 할 수 있을 정도의 서스펜션과 다루기 쉽고 강력한 엔진, 격렬한 착지도 견뎌 낼 수 있는 프레임 등이 요구된다. 서스펜션 스트로크의 양도 앞 뒤 모두 300mm 이상으로 오프로드 바이크보다 훨씬 큼지막하게 보인다.

### 엔듀로(Enduro)
내구(Endurance)라는 의미로부터 탄생한 엔듀로(Enduro)는 모터크로스처럼 숲길, 해안 코스 등을 주파하는 오프로드 레이스다. 이러한 용도로 쓸 수 있도록 모터크로스 머신의 엔진출력을 약간 떨어뜨려서 다루기 쉽게 만들고, 야간 주행이나 일반도로 주행을 위해 헤드라이트 등을 장착한 바이크다. 라이트만 떼어 내면 그대로 모터크로스 머신으로 통용할 것 같은 스타일이다. 자동차로 비유하면 오프로더 SUV로 볼 수 있다.

### 초퍼(Chopper)
철도에서는 전동차의 주 전동기 제어 방식의 일부이지만, 모터사이클에서는 영화《이지 라이더》(피터 폰다, 데니스 호퍼 주연)로 유명하게 된 단어이다. 자기 나름대로 바이크를 개조해 버리는 것을 좋아하는 미국인의 손에 의하여 만들어졌으며, 고속도로나 교외의 한적한 직선도로를 쾌적하게 달릴 수 있도록 만들어진 점이 특징이다. 할리 데이비슨의 엔진이 주류일 것 같지만, 일제 4기통 엔진이나 트라이엄프의 2기통 엔진 등도 사용된다. 대한민국에서도 팬이 많으며, 합법적인 규제 안에서 개인의 기호에 맞게 페인팅이나 개조를 하기도 한다.

### 사이드카(Sidecar)
바이크의 오른쪽이나 왼쪽에 1m 정도 떨어져 또 한 바퀴를 설치하고 그 사이에 프레임을 설치해서 화물 및 승무원 태울 수 있게 한 바이크다. 용도에 따라 화물 운반용으로도 쓰이지만, 승용으로 사용하는 것이 일반적이다. 우리나라에서는 제반 규정과 인식 부족 등으로 보급이 미미하지만, 유럽 등지에서는 많이 쓰이고 있다. 핸들링이 바이크와 전혀 다르기 때문에 운전하는 데 나름대로의 요령이 필요하다.

### 모터사이클 트럭(Motorcycle Truck)
바이크의 후면에 리어카를 장착한 바이크이다. 주로 짐을 실어 나르는 용도로 사용되며, 삼륜차의 일종이다.

### 기타
- 스포츠 바이크(Sport Bike)

## 모터사이클과 안전

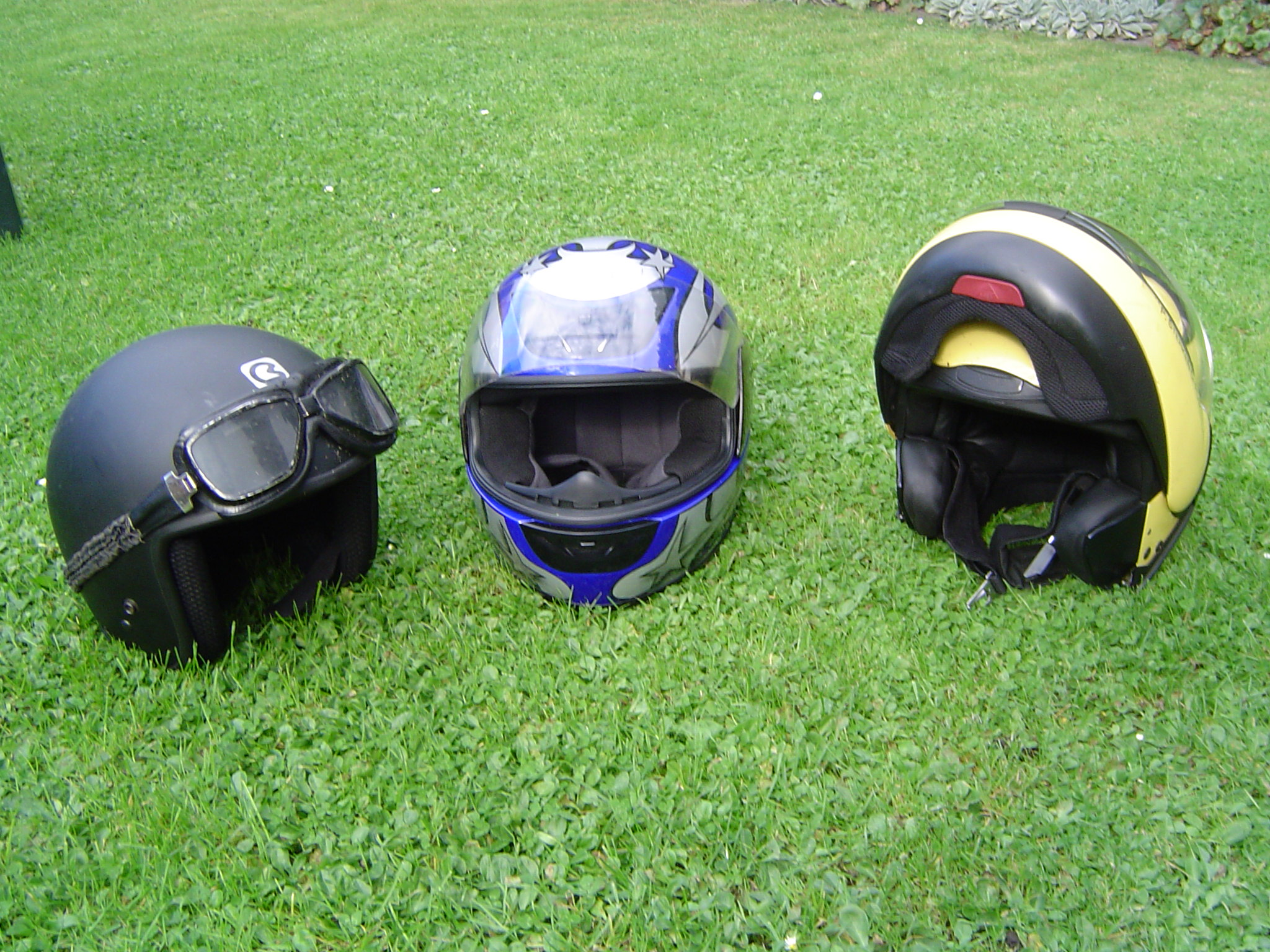
모터사이클 헬멧

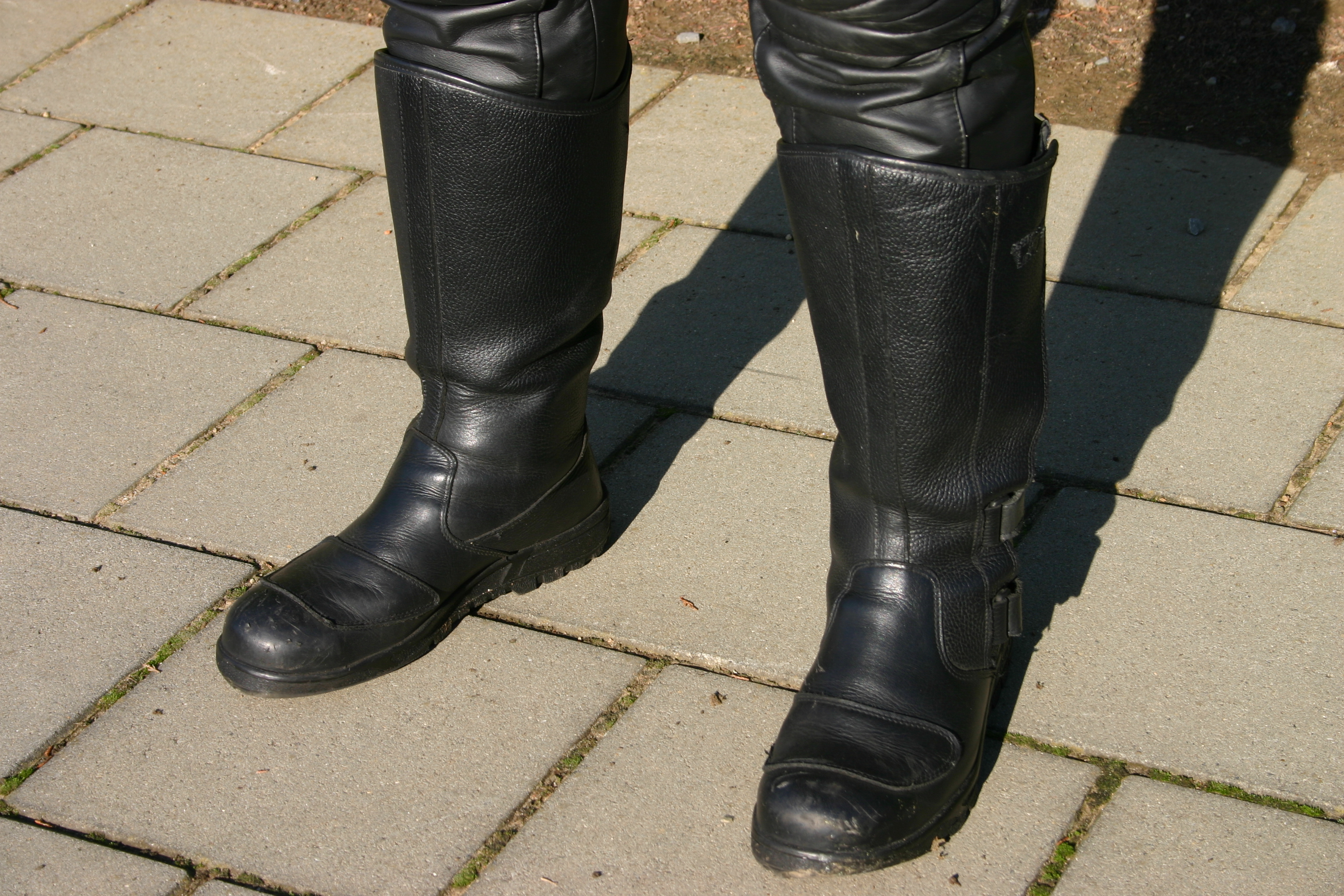
라이딩 부츠

모터사이클은 확실히 이하의 위험이 존재하고, 그것을 염두에 두지 않고 승차하면 위험한 탈것인 것은 사실이다. 이러한 이유로 모터사이클은 위험한 탈것이라는 편견이 자리 잡고 있으나 반대로 그 특성을 이해하고, 탑승자(라이더)가 위험을 자각하고 있으면, 사고를 피하는 것은 가능해서, 몇십년이나 무사고로 모터사이클을 계속해서 타고 있는 사람이 많이 있는 것도 사실이다. 모터사이클은 탑승자의 신체가 외부에 노출되어 있는 특성으로 인해 치사율이 높은 것이 특징이다. 이 때문에 대한민국을 포함한 각국의 법령에 모터사이클 운전자는 헬멧을 착용하도록 되어 있으며, 동승자도 헬멧을 착용하도록 되어 있다. 또한 모터사이클 동호인이나 취미로 모터사이클을 이용하는 사람 등과 같은 이용자는 모터사이클에 탑승하기 전에 헬멧 뿐만 아니라 사고로부터 신체를 보호할 수 있는 의류(장갑, 라이딩 자켓 ,라이딩 부츠 등)와 보호대(프로텍터)도 착용하고 모터사이클에 탑승하고 있다.

### 편견
모터사이클은 정지 상태에서 스탠드 없이는 넘어질 수밖에 없는 불안정한 구조이며, 탑승자의 신체가 외부에 노출되어 있다는 특성으로 인해 사고시 치사율이 높아 위험한 탈 것으로 인식이 되기도 한다. 이 때문에 모터사이클을 경험한 적이 없거나 경험이 부족한 사람은 모터사이클은 위험한 교통수단으로 인식해 편견을 가지고 있으며, 모터사이클에 입문하려는 사람에게 지인이나 연예인 등과 같은 유명인이 모터사이클 사고로 사망 혹은 부상을 당한 것을 예로 들어 모터사이클에 탑승을 하지 말것을 요구하기도 한다. 또한 대한민국에서는 이러한 편견을 가진 사람이 많아 모터사이클을 '과부틀'로 부르는 경우도 있다.
교육계에서는 청소년이 모터사이클과 관련된 사고로 사망 혹은 부상하는 일을 예로 들어 교사들이 청소년들에게 모터사이클에 탑승하지 말 것을 지도하기도 하며, 1990년대 이전의 일본 교육계에서는 "3없는 운동(오토바이를 사지 않는다, 타지 않는다, 면허를 잡지 않는다)"과 같은 배척운동도 발생하기도 하였다. 그러나 이러한 이유로 모터사이클 탑승을 자제하게 하다 보면 오히려 모터사이클의 안전운전을 배제하게 되어 모터사이클 사고를 일으키게 되며, 청소년의 경우 부모 혹은 교사 몰래 모터사이클에 탑승하게 되는 문제도 일으키게 된다.
대한민국에서 음식배달 등의 상업 목적으로 운행중인 모터사이클의 난폭운전과 폭주족 등으로 인해 편견이 심화되어 있다. 그러나 취미로 모터사이클을 즐기는 오너와 모터사이클 동호인들은 비교적 안전의식이 높은 편이지만, 모터사이클 관련 안전운전 교육이 전무한 상황에서 스스로 안전의식을 가지도록 노력해야 하거나 인터넷 모터사이클 관련 사이트 등에 있는 안전운전을 위한 정보 등을 통해 안전의식을 가져야 하는 법 이외에는 없기 때문에 모터사이클을 위험한 교통수단으로 간주하는 의식이 존재한다.
1990년 후반부터는 모터사이클에도 ABS, TCS 등의 안전장비가 도입되어 보다 안전한 운행이 가능하다.

## 모터사이클 경주
모터사이클 경주는 자동차와 같이 일정한 규정 하에서 2대 이상의 모터사이클들이 도로 상에서 주행하면서 우열을 가리는 모터스포츠이다. 대표적인 모터사이클 경주는 그랑프리 월드 챔피언쉽의 하나로 4행정 기관을 사용하는 moto3(250cc), moto2(600cc), MotoGP로 나뉜 카테고리 중에서 최상위의 클래스 모터사이클 레이스에 해당하는 모토GP이다.

### 오프로드 경기

#### 모토크로스 (Moto Cross)
MX라고도 하는 모토크로스(Motocross) 레이스 전용바이크로 오프로드, 온로드 등으로 구성된 다양한 코스를 주파하는 크로스 경기.

#### 엔듀크로스 (Endu Cross)
엔듀로 바이크로 진행하는 엔듀로 경기는 대부분 산악, 숲길 등 바위와 계곡으로 구성된 산에서 진행되어 경기 관중이 볼 수 없다는 단점이 있다. 엔듀크로스는 모토크로스 경기의 특성과 엔듀로 경기의 특성을 결합하여 산속에서 발생할 수 있는 다양한 종류의 장애물을 통과하는 코스를 관중이 볼 수 있도록 2013년 대한레포츠경기협회가 착안한 새로운 형태의 오프로드 바이크 경기이다.

## 구조

### 차체
차체는 카울이다.

### 엔진

4행정 내연 기관

대부분 자동차와 같이 4행정기관을 사용한다. 50cc~100cc 스쿠터와 모터크로스 모터사이클의 경우 고출력을 요구하므로 2행정기관을 사용하는 경우가 많았으나, 2행정 가솔린 기관의 경우 휘발유와 윤활유가 혼합 연소가 되는 방식의 특성상 매연이 심하며, 환경규제 강화로 인해 50cc~100cc 스쿠터와 모터크로스 모터사이클도 4행정 기관을 탑재한 스쿠터와 모터크로스 모터사이클로 전환되어가고 있다.
냉각방식은 소형 모터사이클(125cc 이하)을 중심으로 공랭식 방식을 많이 사용하며, 현재 시판되는 대형 모터사이클의 경우 수랭식 방식을 많이 사용하나, 대림의 VJF와 혼다의 CBR125R과 같은 일부 소형 모터사이클에도 수랭식 방식을 사용한다.

### 동력 전달 장치
엔진에서 발생된 동력을 뒷바퀴로 전달하는 장치이다. 또한 엔진의 출력 특성을 모터사이클이 요구하는 구동력 특성에 맞추는 역할도 담당한다. 동력전달장치는 엔진의 구동력을 끊거나 이어주는 클러치, 속도에 맞게 엔진 동력을 선택하는 변속기가 있으며, 변속기에서 뒷바퀴로 동력을 전달하는 체인, 벨트나 구동축이 있으며, 동력을 전달하는 방식에 따라 3종류의 구동방식이 있다.
- 체인 드라이브 방식

체인을 사용하여 바퀴를 구동하는 방법으로 모터사이클에서는 매우 일반적인 방식이다. 제작하기 쉽고, 무게가 가벼우며, 차체 조종성에 악영향을 미치기 어렵다는 장점이 있다. 뿐만 아니라 그리고 스프로킷의 이빨 수를 바꿈으로서 최종 감속비를 손쉽게 변경할 수 있는 장점이 있으나, 체인의 내구성, 체인 자체의 소음, 사용함에 따라 체인이 늘어나는 단점이 있다.
- 벨트 드라이브 방식

벨트를 사용해서 바퀴를 구동하는 방법이며, 오래전부터 벨트 변속기를 이용한 스쿠터 등에 사용되었다. 원심클러치와, 원심형 무단변속기를 사용하는 것이 특징이며, 체인에비해 내구성이 약하고 끊어지는경우 주행이 불가능해 주기적으로 점검, 교체를 해주어야 하는 것이 특징이다.
- 샤프트 드라이브 방식

자동차처럼 샤프트를 사용해서 바퀴를 구동하는 방법이며, 스윙암 속을 관통하는 샤프트를 통해서 엔진의 동력을 전달한다. 샤프트 양쪽 끝에 기어를 달아서 구동하는데 체인과는 달리 텐션 조정이나 급유 등의 메인터넌스가 거의 필요 없어서 정비성이 매우 우수하나, 제작 단가가 비싸고 무게가 무거워 스포츠 주행에는 적합하지 않다. 대형 투어링 모터사이클에 주로 사용된다.
| 구동 방식            | 동력이 전달되는 과정                                |
| -------------------- | --------------------------------------------------- |
| 체인 드라이브 방식   | 엔진 → 클러치 → 변속기 → 체인 → 뒷바퀴              |
| 벨트 드라이브 방식   | 엔진 → 클러치 → 벨트 → 변속기 → 뒷바퀴              |
| 샤프트 드라이브 방식 | 엔진 → 클러치 → 변속기 → 구동축 → 감속장치 → 뒷바퀴 |

### 현가 장치
현가 장치는 보통 서스펜션이라고도 하며, 노면에서의 충격을 완충하여 차체나 각종 장치에 충격이 직접 전달되지 않도록 하기 위한 장치이다. 바퀴의 상하운동을 직접 또는 링크를 거쳐 유압 댐퍼 등에 전달시켜 완화시키게 되어 있다. 모터사이클의 현가 장치는 보통 앞과 뒤의 현가 장치가 서로 다른 종류로 되어 있다. 앞바퀴용에는 텔레스코프형과 보텀링크형이, 뒷바퀴에는 스윙암형의 것이 주로 사용된다.

## 소음 기준
배기량 175cc 초과 이륜차는 95dB까지 인증값 +5db
- 배기량 175cc 이하 80cc 초과 이륜차는 88dB까지 인증값 +5db
- 배기량 80cc 이하 이륜차는 86dB까지 인증값 +5db 
[출처] 대한민국 정책브리핑(www.korea.kr) 야간 시간대에 인근 주민들의 시끄럽다는 이유로 단속 문제 없이 소음을 자제달라는 방안이 성과되지 못했다.

## 같이 보기
- 모터사이클 제조 회사 목록
- 모터사이클 부츠 (Motorcycle boot)
- 전동 스쿠터 (킥보드)
- 자동차

### 참고 자료
- 《라이더를 위한 바이크용어 Hand Book》(골든벨. 2004)

## 참조